# بالو دل كولي
بالو دل كولي (بالإيطالية: Palo del Colle)‏ هي بلدة وبلدية في مقاطعة باري في إقليم بوليا في جنوب إيطاليا.

## السكان
في سنة 1861 بلغ عدد السكان 8٬471 نسمة، وتطور العدد ليصل في سنة 2011 لـ 21٬555 نسمة.
يظهر هذا المخطط البياني تطور النمو السكاني لـ بالو دل كولي

## أعلام
- فيتو أنتوفيرمو